# Leah Rabin

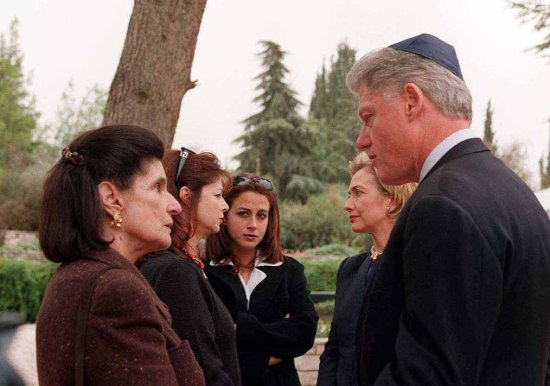
Leah Rabin y su familia hablando con Bill y Hillary Clinton.

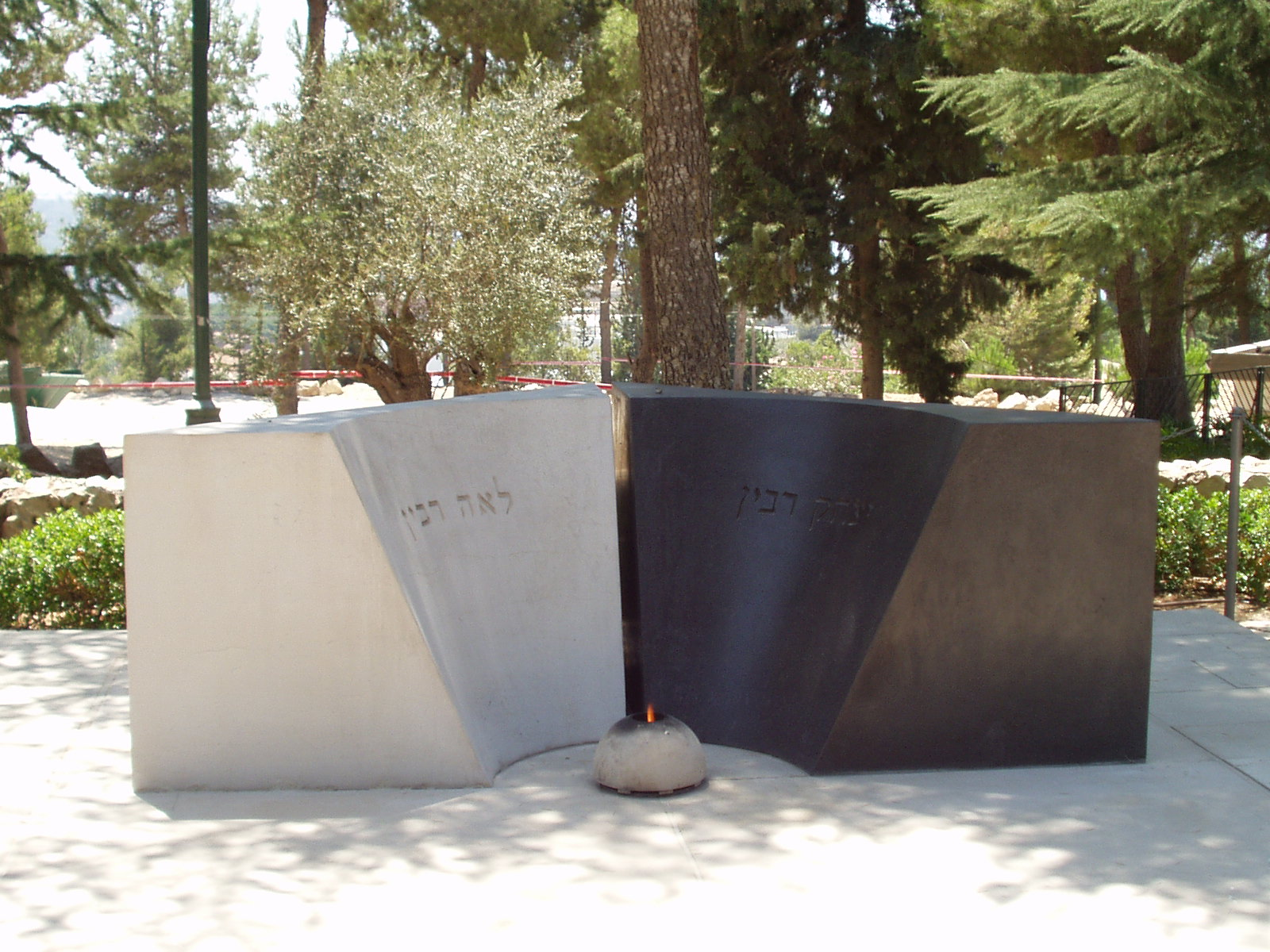
Tumbas de Isaac y Lea Rabin, Cementerio de Monte Hertzl (Jerusalén).

Leah Rabin, en hebreo: לאה רבין)  8 de abril de 1928 - 12 de noviembre de 2000), fue la mujer del primer ministro de Israel Isaac Rabin, asesinado en 1995.

## Biografía
Nació en Königsberg, Prusia Oriental, Alemania (en la actualidad Kaliningrado, Rusia). En 1933 Leah emigró con su familia al Mandato Británico de Palestina, donde conoció al que sería su marido, Isaac Rabin, en la escuela. Se casaron en 1948, el año de la Declaración de independencia del Estado de Israel.
Rabin fue nombrado primer ministro de Israel en 1974, tras la dimisión de Golda Meir. En 1975, Leah Rabin asistió a la Conferencia del Año Internacional de la Mujer en México encabezando la delegación de Israel, a la par de la princesa Ashraf Pahlavi, hermana melliza del Shah de Irán; Imelda Marcos, esposa del presidente de Filipinas; la ministra Bárbara Castle, secretaria de Estado para servicios sociales de Gran Bretaña (y madre política de Margaret Thatcher); Edna Manley, esposa del primer ministro de Jamaica; la periodista Oriana Fallaci de Italia; Jehan Sadat, esposa del presidente de Egipto. Tantas de las delegaciones estaban encabezadas por políticos que convirtieron a la Conferencia en una arena para disputas internacionales en vez de un foro alusivo a asuntos humanitarios, sociales y educativos.
Cuando subió al podio Leah Rabin, “35 delegaciones abandonaron la sala”, con cientos de delegados de África, Asia, Latinoamérica y del bloque soviético. Leah Rabin tuvo que esperar a que “el éxodo terminase” para comenzar a hablar. La agresividad hacia Israel era tan alta que incluso se temía que los países árabes y otras delegaciones de los países no alineados cuestionaran las credenciales de la delegación israelí. Finalmente la impugnación no fue más que un rumor y los temores de expulsión desaparecieron; sin embargo, para el 30 de junio, el boceto de la Declaración México ya incluía en su texto una llamada a la eliminación del sionismo.
Posteriormente, la Asamblea General de la ONU adoptó, por impulso de los países árabes, y con el apoyo del bloque soviético y del no alineado, la resolución 3379, de carácter declarativo y no vinculante, que consideraba al sionismo como una forma de racismo y lo hacía equiparable al apartheid sudafricano (72 votos a favor, 35 en contra y 32 abstenciones). La alineación de los países árabes, socialistas y de aquellos pertenecientes al Movimiento de Países No Alineados respondía a la lógica de la confrontación bipolar de la Guerra Fría. Dicho voto en bloque producía una mayoría en la ONU que se organizó para condenar sistemáticamente a Israel en resoluciones como las: 3089, 3210, la 3236, la 32/40, etc.
Tres años después del nombramiento de Isaac Rabin, se descubrió que él y Leah poseían una cuenta bancaria con dólares de EE. UU. (algo prohibido en Israel en ese momento), por lo que Rabin tuvo que abandonar su cargo como primer ministro.
Leah Rabin apoyó a su marido en sus esfuerzos por alcanzar la paz en el Conflicto árabe-israelí, y siguió trabajando en esa línea tras el asesinado de Rabin en 1995. En 1997 escribió Rabin: Our Life, His Legacy, un libro con las memorias de su marido.
Un año antes apoyó a Shimon Peres en las elecciones de 1996, diciendo que si la gente votaba por él la muerte de su marido "no habría sido en vano". En 1999 apoyó a Ehud Barak. En cualquier caso, durante el mandato de este cambió de opinión, mostrándose en desacuerdo con algunas políticas llevadas a cabo alrededor de la cuestión entre Israel y Palestina.
Rabin falleció en el año 2000 en Petaj Tikva, a causa de padecer cáncer de pulmón, tan solo unos días después del quinto aniversario de la muerte de su marido.